# Бабецький Юхим Мусійович
Юхим Мусійович Бабе́цький (нар. 1860, Євпаторія — пом. 22 грудня 1916, Харків) — український театральний критик, драматург, перекладач.

## Біографія
Народився у 1860 році в місті Євпаторії. 1878 року закінчив Керченську (за іншими даними — Сімферопольську) гімназію. Протягом 1878—1881 років був вільним слухачем юридного факультету Харківського університету.
Друкувався з 1877 року. З 1880 року був співробітником харківської газети «Южный край»; у 1900-х роках завідував відділом місцевої хроніки. Одночасно з 1896 року був агентом Товариства російських драматичних письменників і оперних композиторів. Протягом 1901—1916 років працював у харківському журналі «Театр и искусство», на сторінках якого під псевдонімами І. Тавридов, Е. Ембе, Е. М. Б. друкував рецензії, огляди, статті про діяльність українських та російських драматичних труп, оперних колективів, гастрольні виступи, вів постійну рубрику «Харківські листи». Співпрацював також з московськими і санкт-петербурзькими газетми «Страна», «Раннее утро», «Русь». В 1910-ті роки був уповноваженим Театрального товариства, був засновником Харківського літературно-художнього гуртка у 1912 році і драматичної школи при ньому у 1913 році. Помер у Харкові 9 [22] грудня 1916 року

## Творчість
Автор п'єс і переробок творів Міхала Балуцького, Александра Дюма-сина, Генрика Сенкевича, Густава Фрейтага та інших, зокрема: «Перша брехня» (Харків, 1889), «Шкільна пара» (Харків, 1891), «Друг жінок» (Харків, 1892), «Журналісти» (Харків, 1896), «Життя занепалої» (Санкт-Петербург), «Ні з того, ні з цього» (Москва, 1890), «Гра в кохання» (Москва, 1893), «Рабині» (Катеринослав, 1898), «Брати із Франкфурта» (1912), «Втрачене щастя» (Петроград, 1914).